# Dwór w Falejówce
Dwór w Falejówce – zabytkowy dwór w Falejówce.
W drugiej połowie XIX wieku właścicielem ziemskim Falejówki był Zygmunt Janowski. Następnie jako właściciele figurowali jego spadkobiercy (ok. 1903), Stefan Janowski (ok. 1905), M. Bleiberg, M. Henschober i spółka (w 1911 posiadali 538 ha), później Olga Janowska i wspólnicy (ok. 1914-1918). Ostatnim właścicielem był prof. Ludwik Ehrlich.
Według różnych źródeł dwór mógł powstać w czasie od połowy do końca XIX wieku. Pierwotnie jego właścicielami byli Wolińscy i Janowscy.
W 1897 w pobliżu dworu, na terenie majątku ówczesnych właścicieli rodziny Wolińskich (w tym Grzegorza Wolińskiego), wybudowano budynek szkolny. W okresie II Rzeczypospolitej w 1924 obiekt był przebudowywany; wówczas właścicielem budynku dworu był prof. Ludwik Ehrlich. Powierzchnia jego majątku obejmującego dwór i park wynosił wówczas 175 ha. Ludwik Ehrlich przebywał we dworze, który stanowił dla niego, jego żony i dwóch dzieci (w tym córki Krystyny) miejsce wypoczynku. Profesor był ostatnim właścicielem Falejówki.
Po wybuchu II wojny światowej w okresie okupacji niemieckiej dwór był pod zarządem niemieckim. Od 1947 budynek dworu służył celom szkoły (w pomieszczeniach parterowych stworzono pięć klas szkolnych, a na piętrze zamieszkiwał kierownik placówki). W latach 70., w związku z pogorszeniem stanu budynku, przestał pełnić funkcję szkoły (w 1975, została przeniesiona do nowego budynku, później w 1997 powstał kolejny – obecnie istniejący – od strony północnej dworu).
Budynek dworu jest murowany, w części drewniany, otynkowany, piętrowy. Od strony południowej do budynku przylega park dworski, w którym został zachowany starodrzew (dęby, modrzewie) oraz altana.
Cały zespół dworski, w skład którego wchodzą dwór i park dworski, zostały wpisane do rejestru zabytków w 1993.
Po kontroli przeprowadzonej w 2013 Najwyższa Izba Kontroli negatywnie oceniła gospodarowanie przez gminę Sanok zabytkiem nieruchomym – zespołem dworskim w Falejówce.

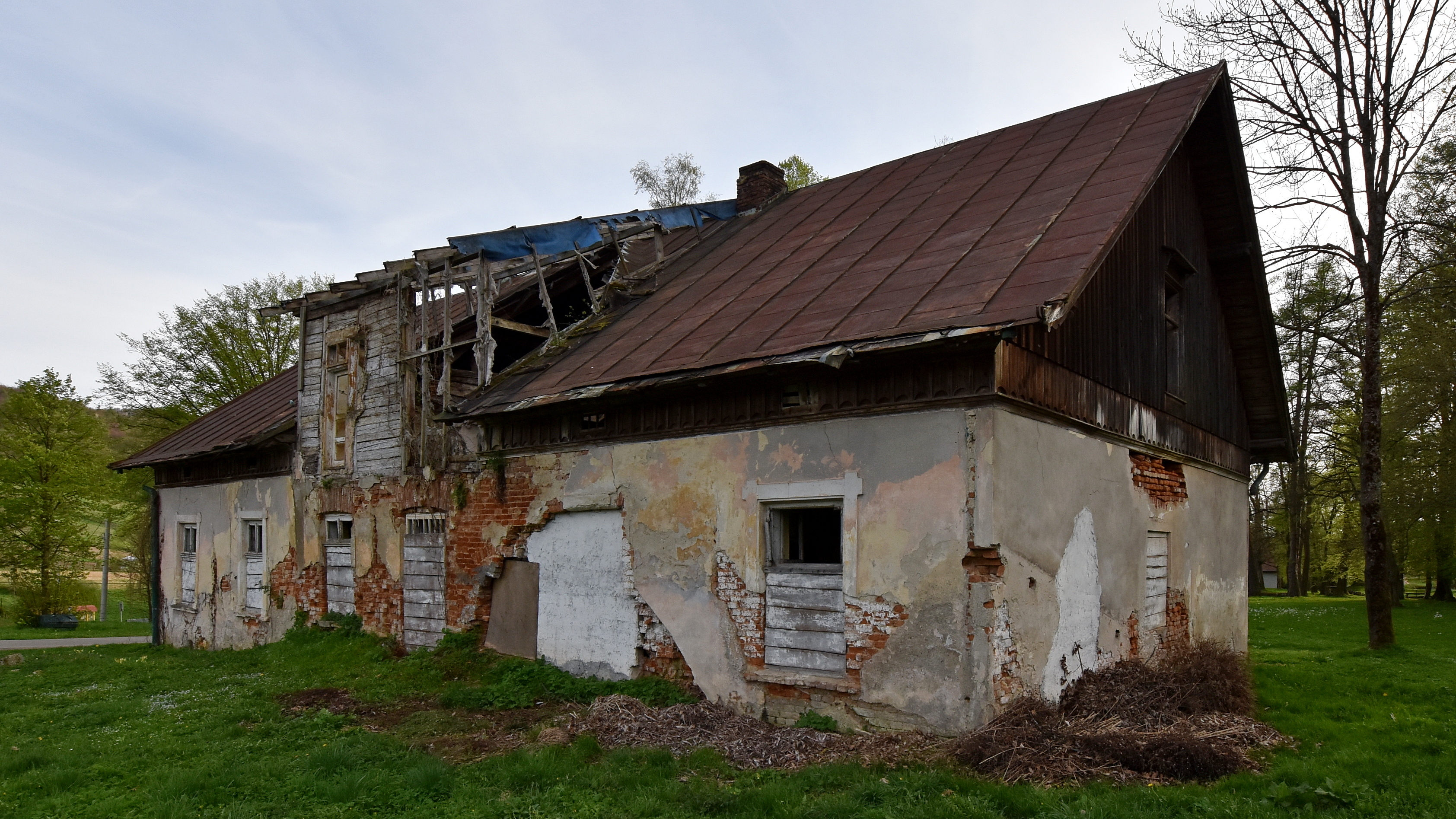
Elewacja ogrodowa
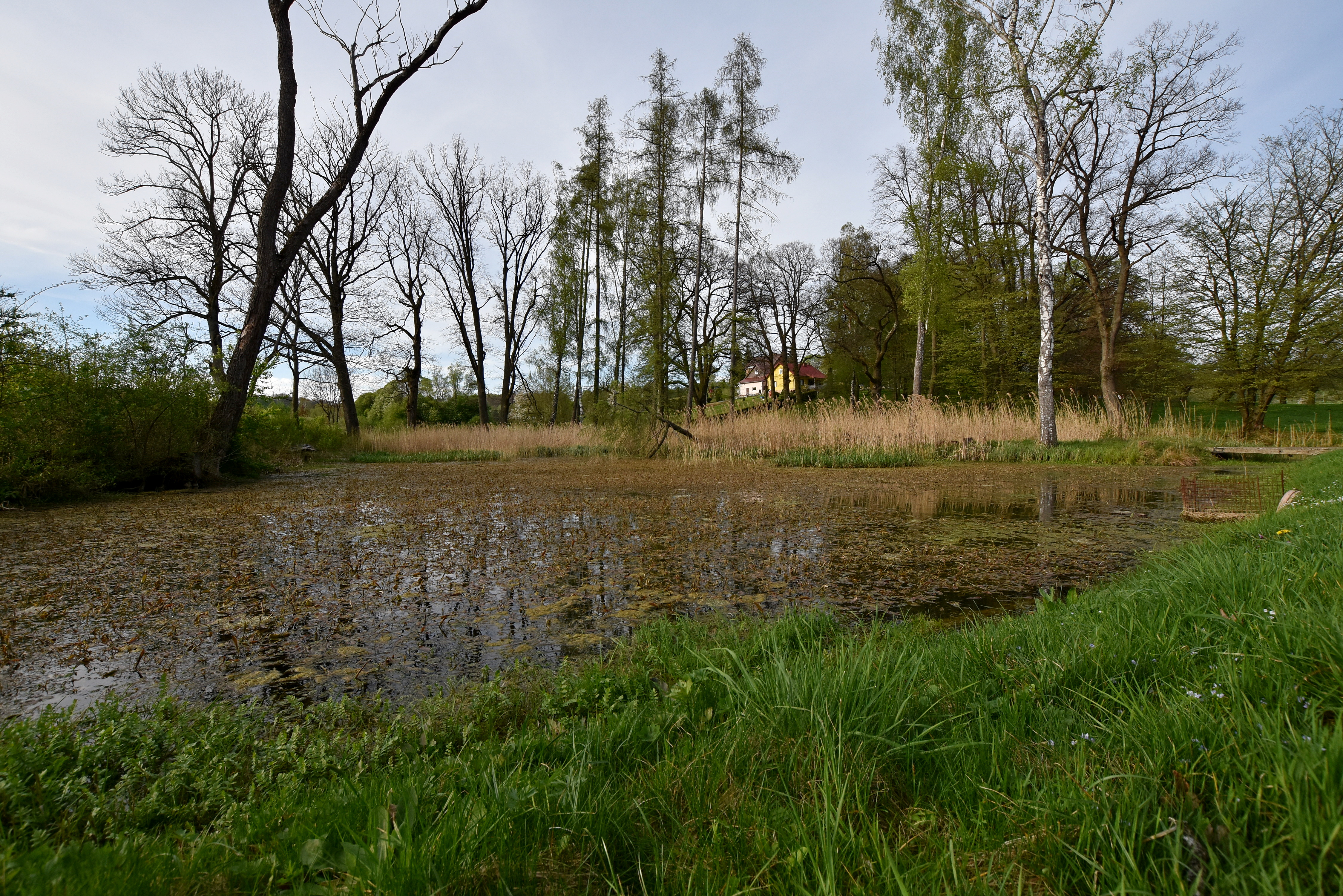
Staw
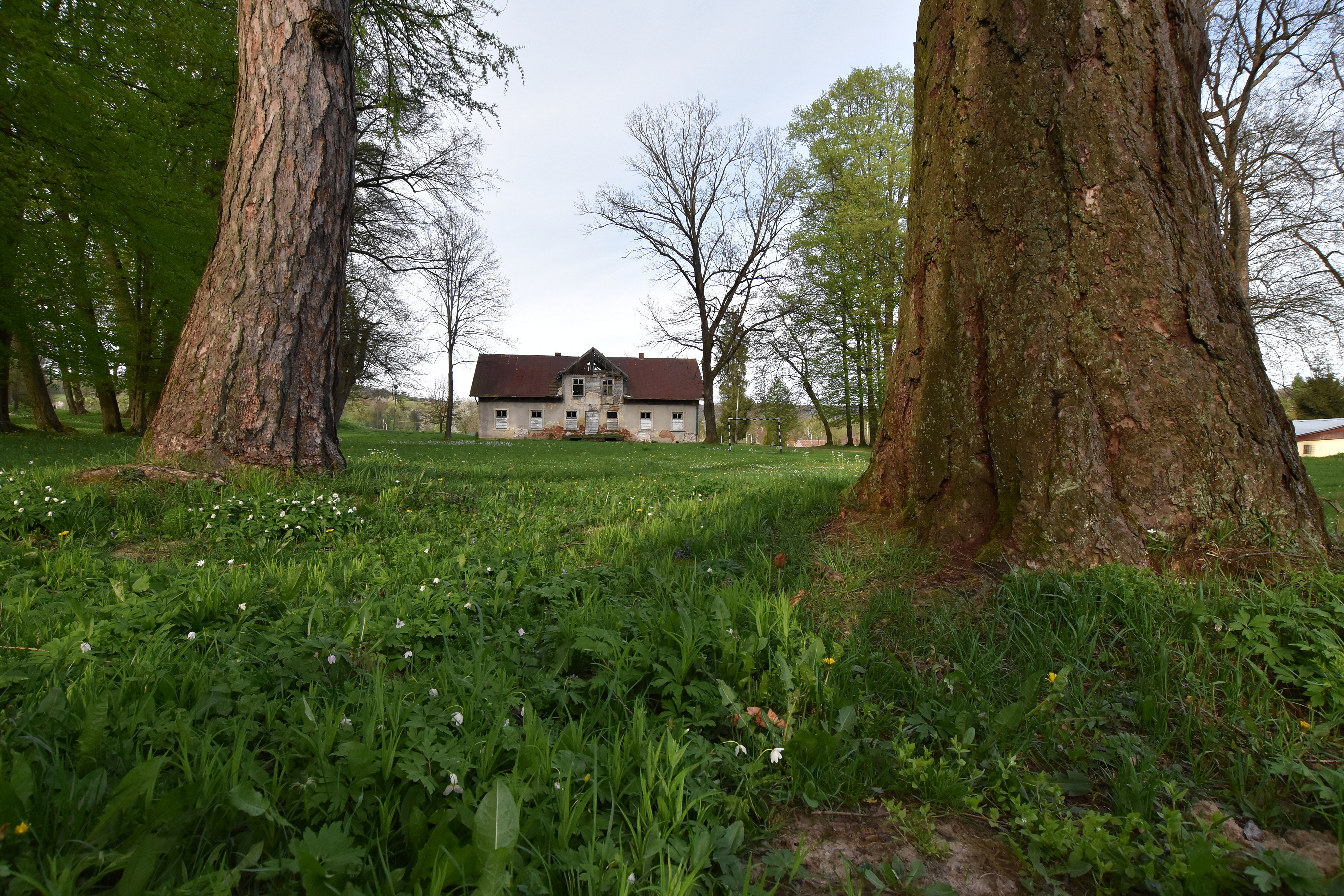
Park